# Zeitungsautomat

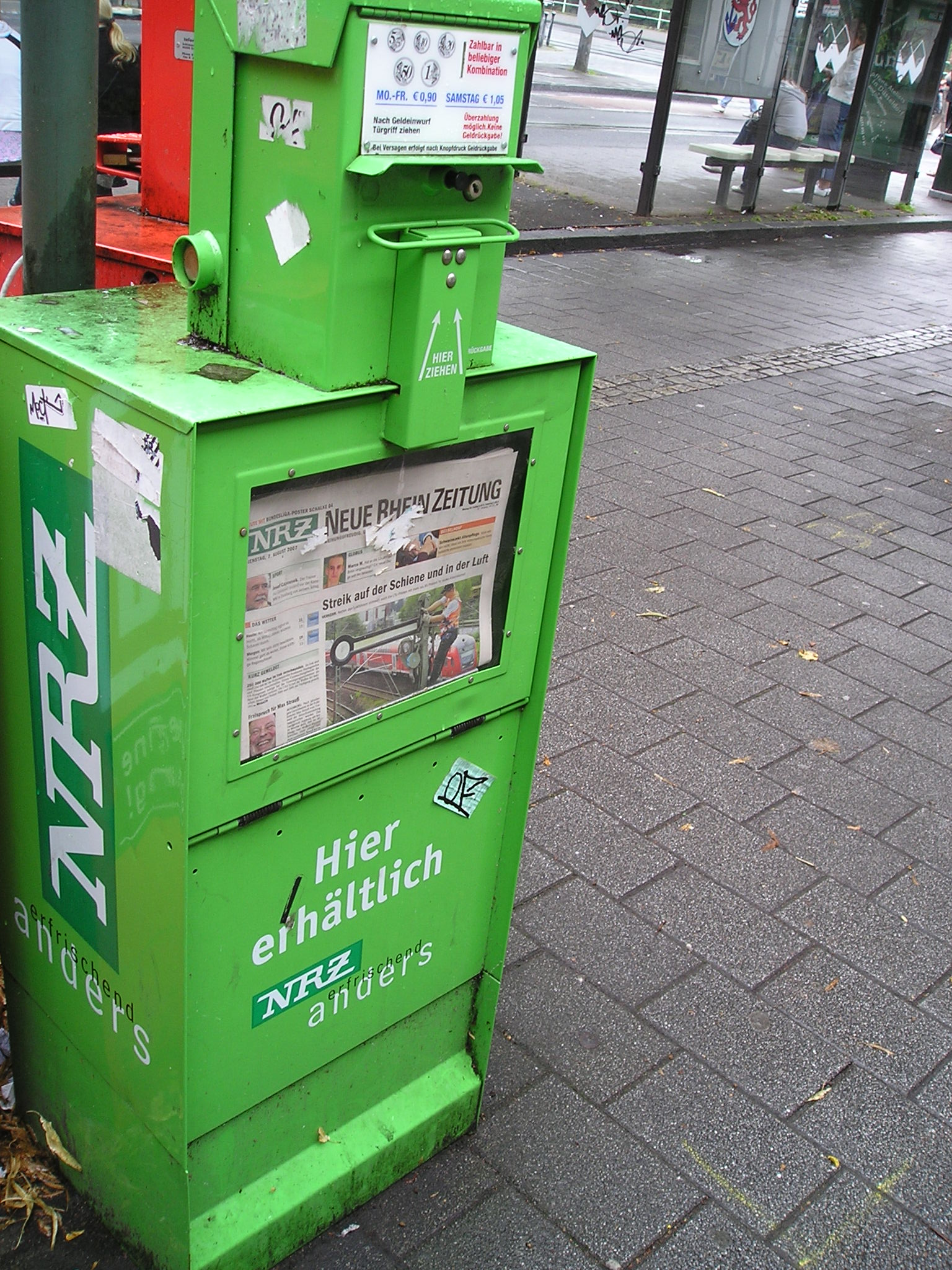
Zeitungsautomaten in der Nähe einer Haltestelle

Ein Zeitungsautomat ist ein Selbstbedienungsautomat, an dem gegen Bargeldeinwurf Zeitungen gekauft werden können.

## Zielgruppe
An Zeitungsautomaten erhält man Zeitungen auch außerhalb der normalen Geschäftszeiten, beispielsweise früh morgens oder spät abends. Sie werden gerne in der Nähe von Bus- und Straßenbahn-Haltestellen aufgestellt, wenn in der Nähe keine Einkaufsmöglichkeit für Zeitungen besteht, aber viele Pendler dort vorbeigehen oder warten bzw. Autofahrer halten können. Außerdem sind sie an Fußgängerübergängen zu finden.

## Logistik
Oftmals werden mehrere Automaten verschiedener Zeitungen nebeneinander aufgestellt, beispielsweise in Köln und Düsseldorf: Express, Bild, Westdeutsche Zeitung, Kölnische Rundschau und NRZ, in Nürnberg: Abendzeitung, Nürnberger Nachrichten, Nürnberger Zeitung, Bild oder in München: tz, Abendzeitung, Münchner Merkur, Süddeutsche Zeitung, Bild. Meist bestückt jeder Verlag durch eigene Organisation oder Dienstleister (Presse-Grossisten) nur seine Automaten und sammelt auch über diesen Weg die Einnahmen ein. Seltener werden Automaten unterschiedlicher Verlage durch einen Dienstleister bestückt.

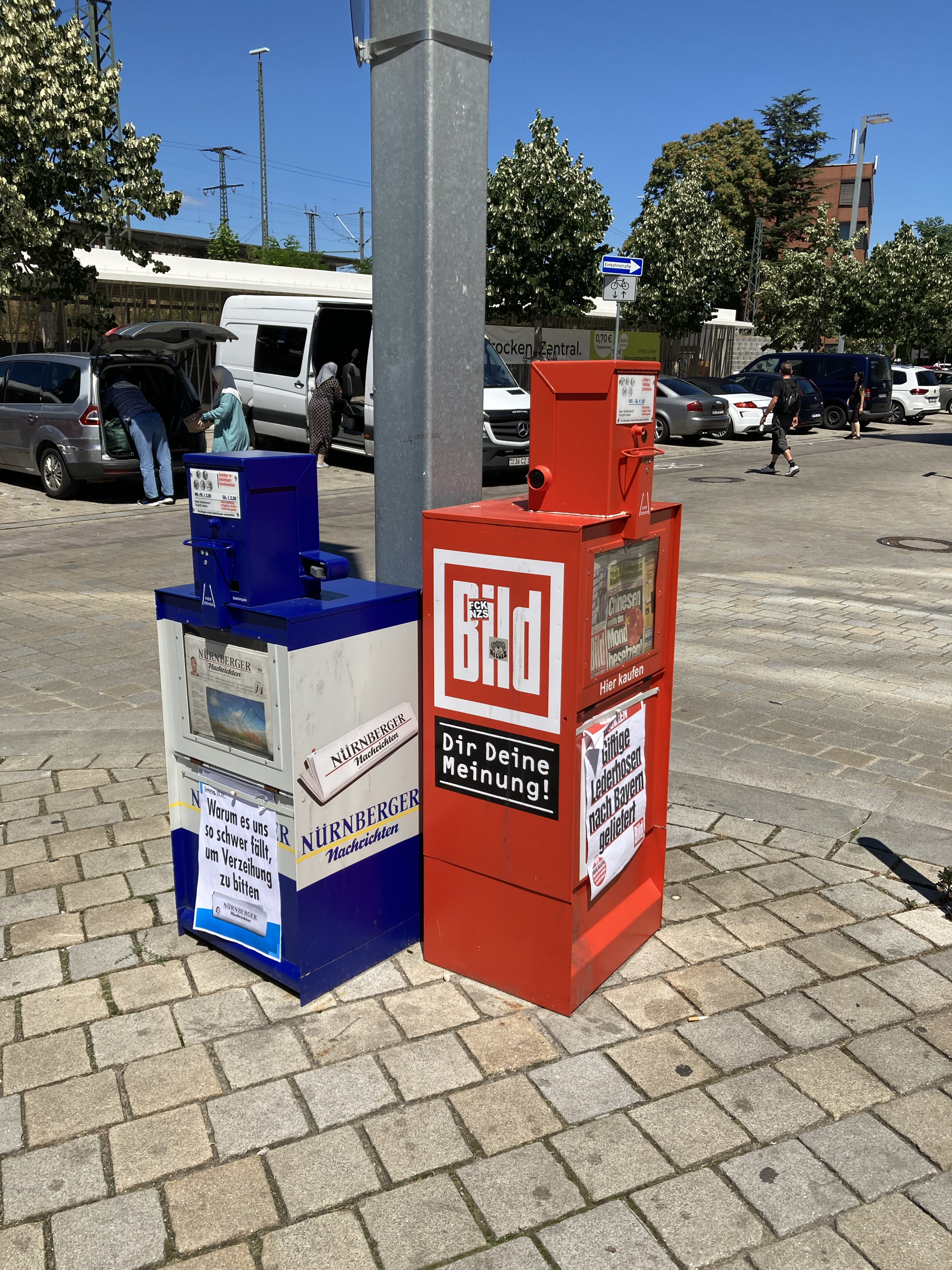
Zeitungsautomaten in Nürnberg

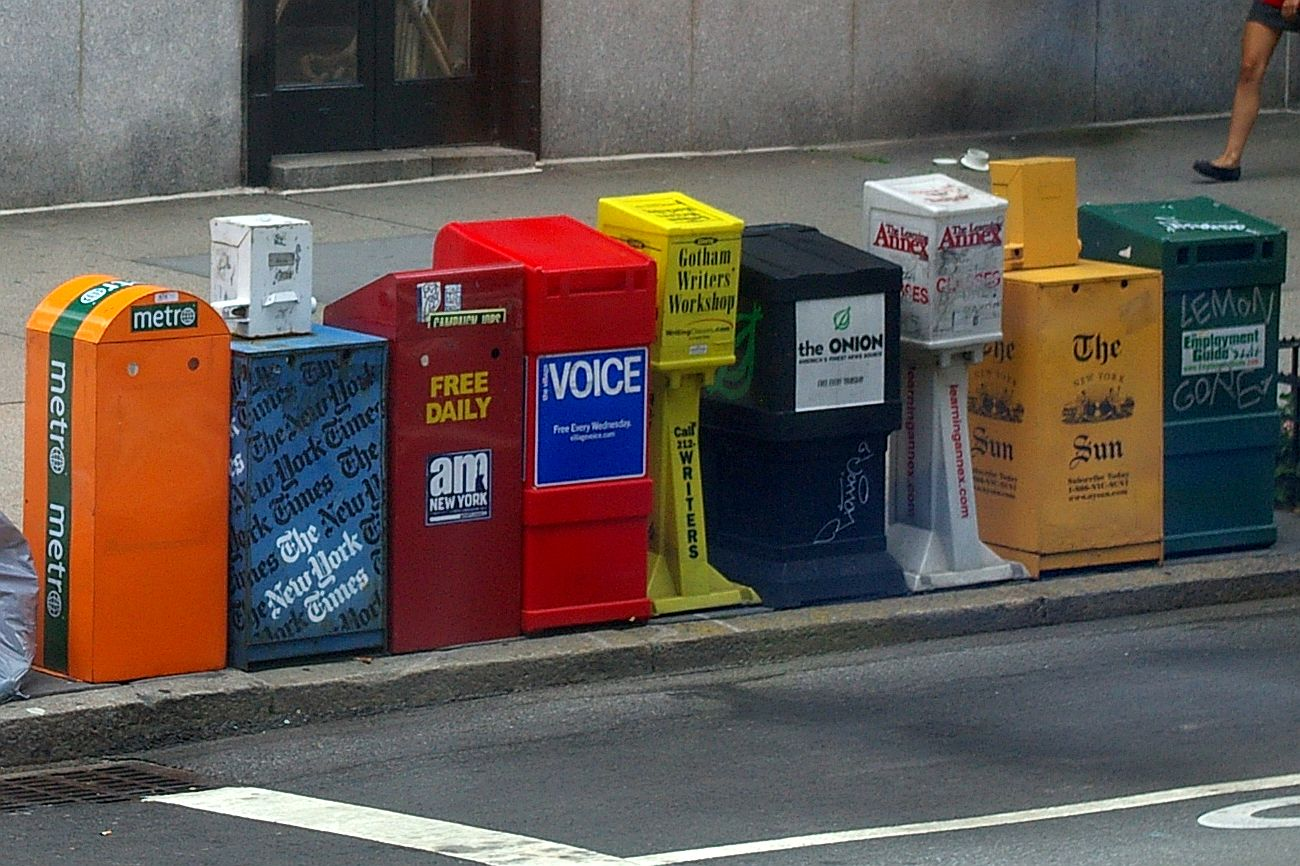
Zeitungsautomaten In New York

## Funktionsweise
Im Sichtfenster kann man die obere Hälfte der Titelseite mit den wichtigsten Schlagzeilen erkennen. Oft hängt unterhalb des Sichtfensters noch eine sogenannte Händlerschürze, ein Plakat, meist im Format DIN A3, mit der Hauptschlagzeile des Tages, die bei vielen Zeitungen aus dem regionalen Bereich kommt. Bei den meisten Zeitungsautomaten wird kein Wechselgeld herausgegeben. Der Käufer muss solange Münzen in den Schlitz des Automaten einwerfen, bis der Nennbetrag erreicht oder überschritten wird. Der Hinweis „Überzahlung möglich“ besagt in diesem Zusammenhang, dass die Verriegelung des Zeitungsautomaten erst ab dem genannten Verkaufspreis freigegeben wird und kein Wechselgeld herausgegeben wird, wenn der Kaufpreis überschritten worden ist. Dann kann man die Zeitung entnehmen, indem man die durch eine starke Rückstellfeder gesicherte vordere Klappe öffnet. Wegen der Rückstellfeder kann man die Zeitung nur mit einer Hand entnehmen, mit der anderen Hand wird die Klappe nach unten gedrückt, damit sie offen bleibt. Nach Loslassen schwingt die Klappe wieder nach oben und die Verriegelung rastet wieder ein und sichert sie.
Problematisch ist, dass bei den meisten Zeitungsautomaten (den sogenannten Halbautomaten) der Zugriff auf alle Zeitungen besteht, die in einem Stapel aufeinander liegen. Es wird vorausgesetzt, dass der typische Zeitungskäufer keine Verwendung für mehrere gleiche Exemplare hat und daher – unterstützt durch die soziale Kontrolle der anderen Passanten – jeweils nur ein Exemplar entnimmt. Für den Fall, dass eine Münze auf dem Weg stecken bleibt, gibt es einen Rückgabeknopf, durch den sie wieder ausgeworfen werden kann.
Wenn sich im Zeitungsautomaten keine Zeitungen mehr befinden, wird das nicht angezeigt. Man kann dann als letzte die im Sichtfenster eingeklemmte Zeitung entnehmen; danach erkennt man, ob noch Zeitungen im Automaten vorhanden sind. Um Diebstählen vorzubeugen, werden die Bareinnahmen der Zeitungsautomaten täglich geleert, worauf auch außen schriftlich hingewiesen wird.
Neuere Modelle, besonders solche für Zeitungen im halbrheinischen Format, können auch vollautomatisch gestaltet sein. Hier wird nach Einwurf der Münzen die Zeitung aus einem Vorratsbehälter in einen Ausgabeschlitz geworfen. Das gleichzeitige Entnehmen mehrerer Ausgaben wird so verhindert.
Seit dem 6. März 2024 ist der erste Zeitungsautomat in Betrieb, der Bitcoin als Zahlungsmethode akzeptiert. Auf der linken Seite des Automaten befindet sich hinter einer Klappe ein Display, das einen QR-Code anzeigt. Dieser Code wird mithilfe eines Smartphones mit installiertem Bitcoin-Lightning-Wallet gescannt. Nach erfolgreicher Bezahlung erhält der Benutzer vom Zahlungsserver eine vierstellige PIN. Diese PIN wird über das Touchdisplay in das Zahlungsterminal des Zeitungsautomaten eingegeben. Nach der Eingabe wird die Klappe entriegelt, und die Zeitung kann entnommen werden. Der Zeitungsautomat benötigt lediglich eine Spannungsversorgung, beispielsweise in Form einer Batterie, und ist nicht auf einen Internetanschluss angewiesen.

### Zeitungsverkaufsstände ohne Sperre oder Automatik

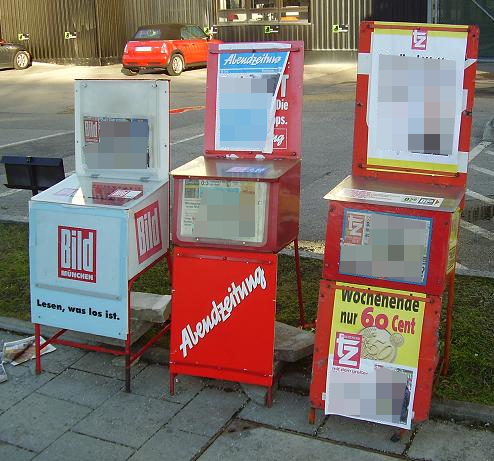
Zeitungsstände mit offenem Vorratsfach ohne jegliche Zugangssperre sind in München bei den Boulevardzeitungen üblich, d. h. der Aufsteller bringt den Interessenten ein hohes Maß an Vertrauen entgegen.

Eine Variante des hier behandelten Automaten ist ein Verkaufsstand, bei dem in der Art einer Kasse des Vertrauens der transparente, obenliegende Deckel zum Zeitungsvorrat jederzeit und von allen geöffnet und eine Zeitung entnommen werden kann. Der Einwurfschlitz und die Kasse für die Münzen befindet sich meist unter dem Deckel, oft ist dieser mit einem aufgeklebten Appell an die Ehrlichkeit versehen. In München werden die Boulevard-Zeitungen Abendzeitung, tz und Bild nach diesem Prinzip angeboten.

## Sonntagsstandl
In Österreich sind Zeitungsautomaten nicht üblich. Die Sonntagsausgaben der Tageszeitungen werden dort vielfach in Klarsichthüllen im öffentlichen Raum, genannt Sonntagsstandl, vertrieben.